# Sven Tägil
Sven Tägil (* 15. Dezember 1930 in Lund) ist ein schwedischer Historiker und Hochschullehrer.

## Leben und Wirken
Sven Tägil studierte Geschichte an der schwedischen Universität Lund und promovierte dort 1962 mit einer Dissertation über den dänischen König Waldemar IV. Atterdag. Anschließend arbeitete er als Dozent für das Fach Geschichte an dieser Universität. 1970 wurde er Dozent für Geschichte an der Universität Linköping. Einige Jahre später (1975) ging er zurück an die Universität Lund und hatte dort eine Geschichtsprofessur bis zum Eintritt in den Ruhestand im Jahre 1995 inne. Schwerpunkt dieses Lehrstuhls war die empirische Konfliktforschung. Außerdem leitete er verschiedene von der schwedischen Reichsbank unterstützte Forschungsprojekte.
Tägil beschäftigte sich u. a. mit Fragen der Regionalpolitik und ethnischen Konflikten im Bereich von Grenzregionen.
Großes Aufsehen erlangte Tägil außerdem, weil er trotz Pankreaskrebs und diesbezüglichen Operationen schon mehr als 30 Jahre diese Krankheit überlebt hat.

## Veröffentlichungen (Auswahl)
- Valdemar Atterdag och Europa (= Bibliotheca historica Lundensis, Bd. 9). Gleerup, Lund 1962 (= Dissertation Universität Lund).
- Deutschland und die deutsche Minderheit in Nordschleswig. Eine Studie zur deutschen Grenzpolitik 1933–1939 (= Lund studies in international history, Bd. 1). Svenska Bokförlaget, Stockholm 1970.
- Wegener, Raeder und die deutsche Marinestrategie. Einige Gesichtspunkte hinsichtlich der Bedingungen für Ideeneinfluss. In: Probleme deutscher Zeitgeschichte (= Lund studies in international history, Bd. 2). Läromedelsförl., Stockholm 1971, S. 77–96.
- (Hrsg.): Studying boundary conflicts. A theoretical framework (= Lund studies in international history, Bd. 9). Esselte Studium, Stockholm 1977.
- Sweden in the world. Some alternatives for a small state. In: Futures, Bd. 13 (1981), S. 2–12.
- Scale, behaviour and options. The case of Sweden and general considerations for the future. In: Otmar Höll (Hrsg.): Smale states in Europe and dependence (= The Laxenburg papers, Bd. 6). Braumüller, Wien 1983, S. 329–341, ISBN 3-7003-0545-1.
- (Hrsg.): Regions in upheaval. Ethnic conflict and political mobilization (= Lund studies in international history, Bd. 22). Esselte Studium, Stockholm 1984, ISBN 91-24-33184-8.
- (Hrsg.): Ethnicity and national building in the Nordic world. Hurst, London 1995, ISBN 1-85065-216-3.
- (mit Victor Brockdorff): Grænseland. En historisk rejse i skånsk-danske grænseområder. Kristensen, Herning 1997, ISBN 87-7851-067-8.
- (Hrsg.): Regions in central Europe. The legacy of history. Purdue University Press, West Lafayette, Ind. 1999, ISBN 1-55753-186-2.
- (mit Christer Jönsson u. Gunnar Törnqvist): Organizing European space. SAGE, London 2000, ISBN 0-7619-6672-2.
- (Hrsg.): Europe. The return of history. Nordic Academic Press, Lund 2001, ISBN 91-89116-14-3.
- (mit Jarle Simensen): Verden i oppbrudd. Verdenshistorien etter den kalde krige. Aschehoug, Oslo 2005, ISBN 82-03-22803-8.
- (mit Christer Jönsson u. Gunnar Törnqvist): Europa, quo vadis? Integration och splittring i tid och rum. SNS Förlag, Stockholm 2007, ISBN 978-91-85695-06-5.

Festschrift
- Kristian Gerner (Hrsg.): Stat, nation, konflikt. En festskrift tillägnad Sven Tägil. Bra Böcker, Höganäs 1996, ISBN 91-7119-783-4.